# Hořejší Herlíkovice
Hořejší Herlíkovice (německy Oberhackelsdorf) je osada a součást obce Strážné v okrese Trutnov. 

## Pamětihodnosti a turismus
Nachází se zde památkově chráněný evangelický kostel a dům čp. 178, sjezdovka a vedou tudy turistické trasy. Hořejší Herlíkovice se nacházejí ve svahu pod kopcem Herlíkovický Žalý. Dole u řeky Labe se nacházejí Herlíkovice. Domy zde stály již v 19. století.

## Galerie

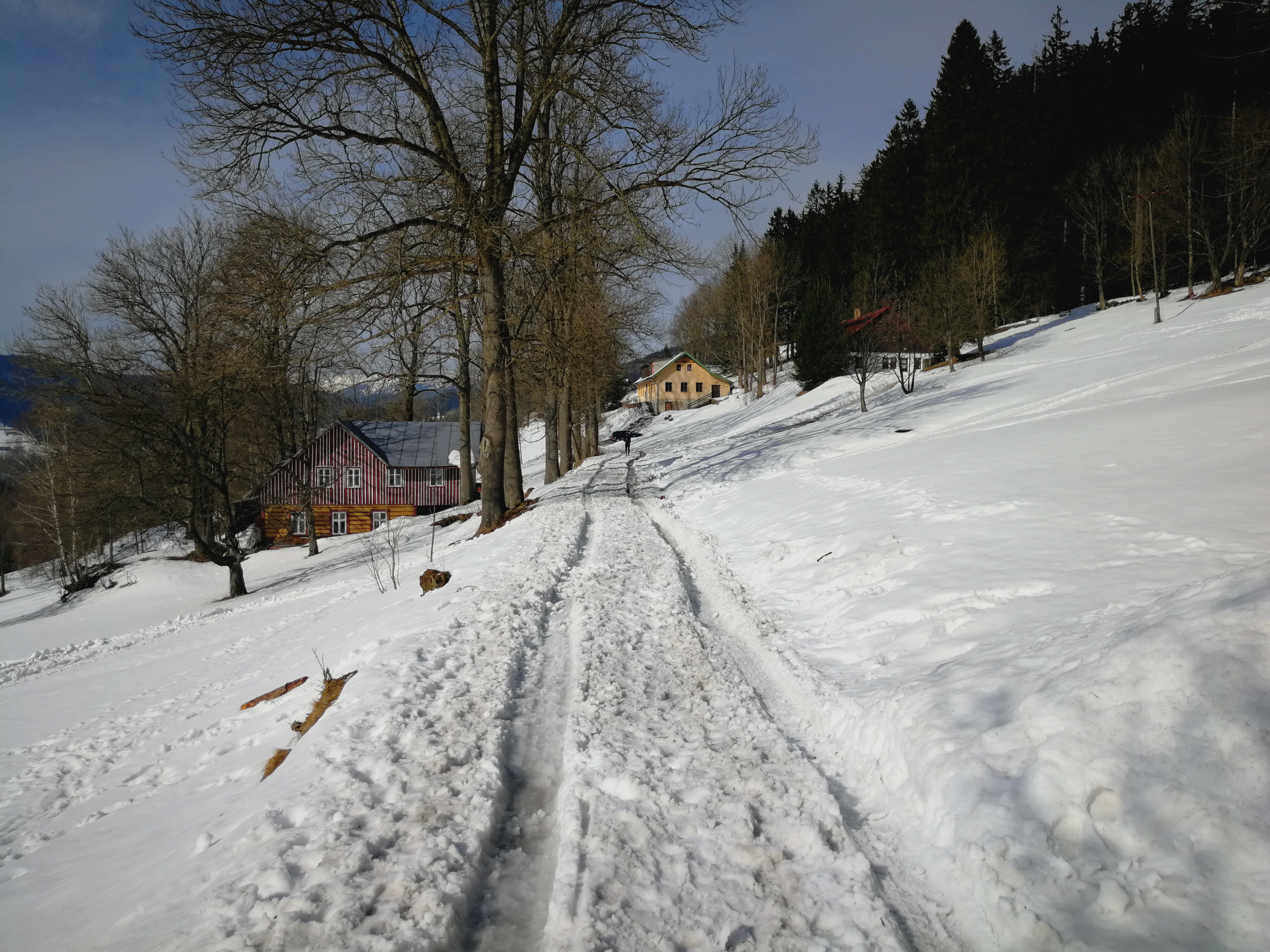
Cesta
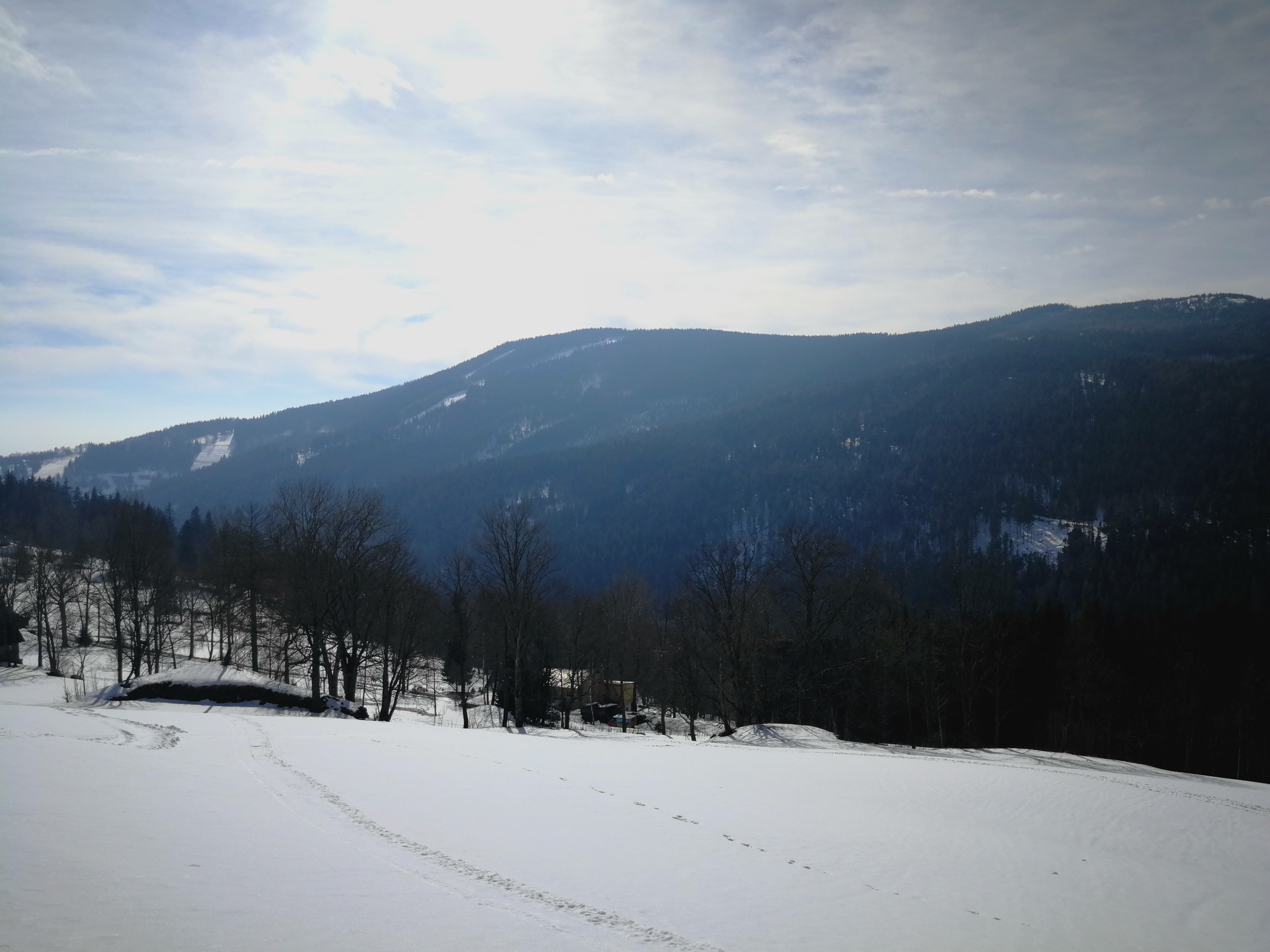
Pohled k Herlíkovicům
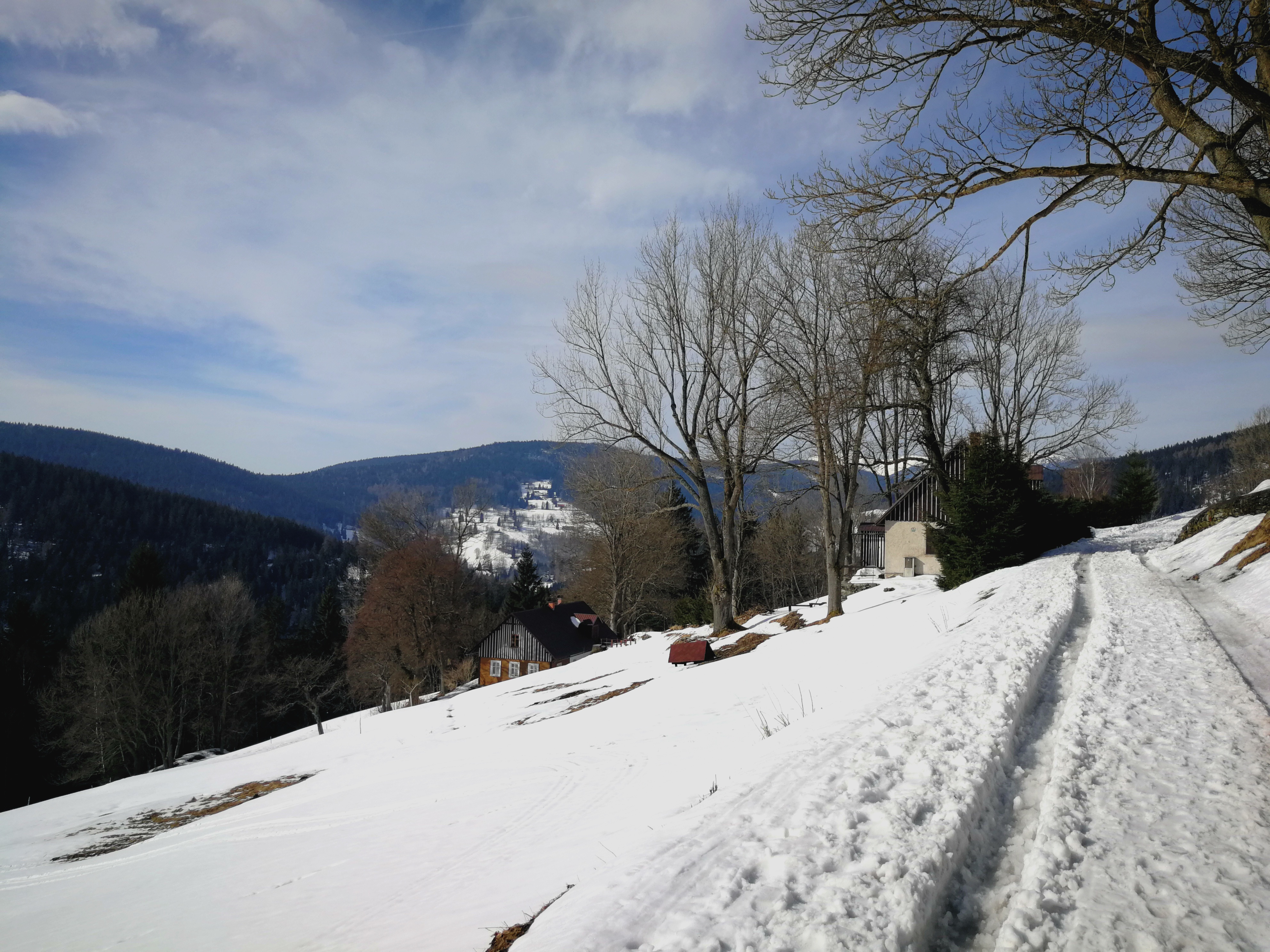
Chalupy
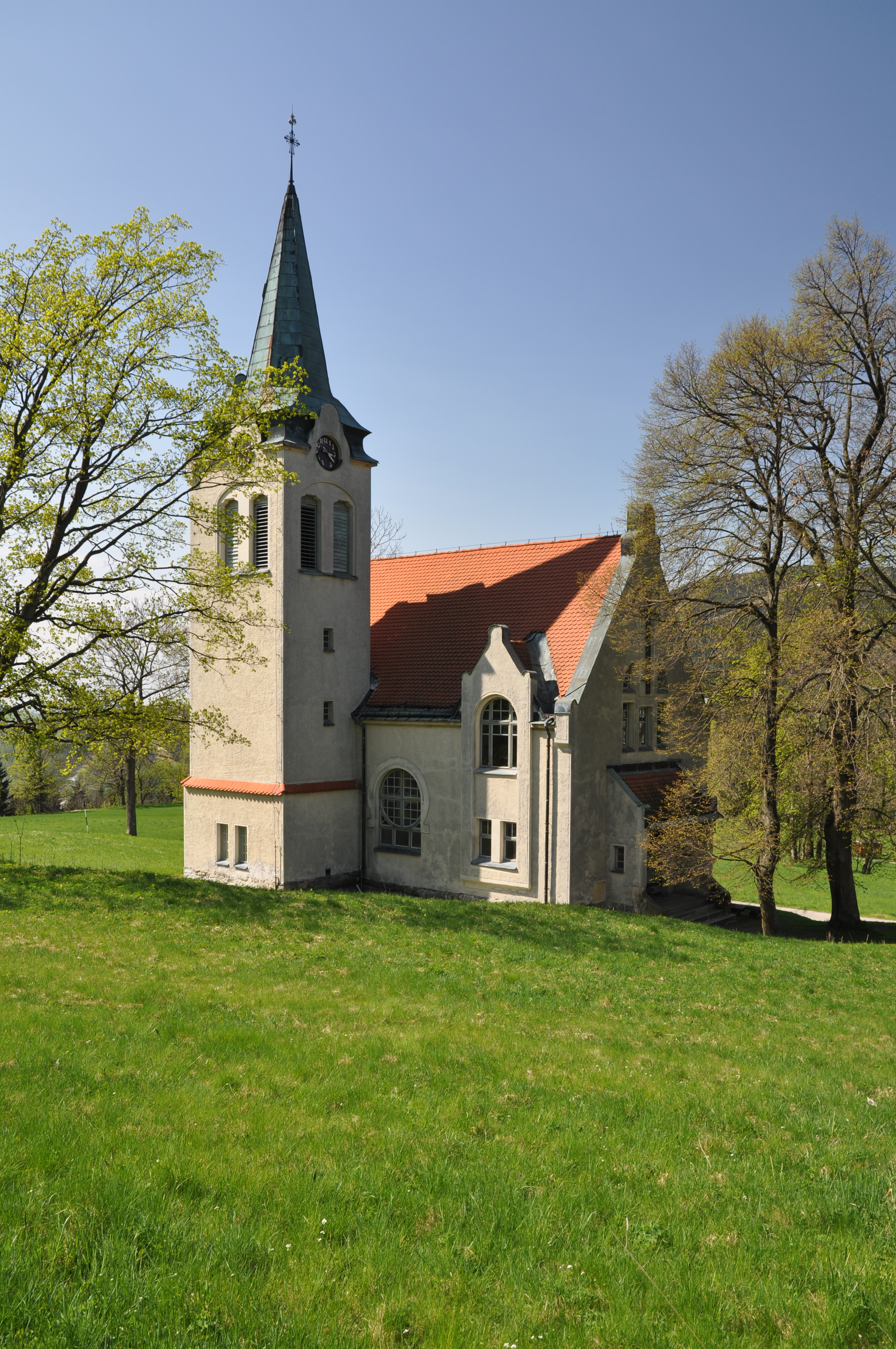
Evangelický kostel